# جيمي تولى
جيمي تولى (بالإنجليزية: Jamie Tolley)‏ هو لاعب كرة قدم بريطاني في مركز الوسط، ولد في 12 مايو 1983 في لودلو ‏ في المملكة المتحدة. شارك مع منتخب ويلز تحت 21 سنة لكرة القدم. أما مع النوادي، فقد لعب مع شروزبري تاون وكيدرمينستر هاريرز وماكليسفيلد تاون ونادي ريكسهام ونادي مانسفيلد تاون ونادي نيوتاون ونادي هيرفورد.

## وصلات خارجية
- جيمي تولى على موقع قاعدة بيانات كرة القدم.إي يو (الإنجليزية)
- جيمي تولى على موقع Soccerbase.com (لاعب) (الإنجليزية)